# 크론코더 프로그래밍 언어
크론코더(Kronecoder)는 3D 그래픽적인 요소를 조합하여 코드를 작성하는 방식인 비주얼 프로그래밍(VisualProgramming)과 자판의 텍스트를 입력하여 컴퓨터 언어의 코드를 작성하는 방식인 텍스트 기반 프로그래밍(Text-based Programming)환경을 동시에 지원하는 드론 코딩 교육용 소프트웨어로서 아이들에게 컴퓨터 코딩에 관한 경험을 쌓게 하기 위한 목적으로 설계된 드론 코딩 교육용 프로그래밍 언어이며 별도의 설치 없이 업데이트가 가능하며 누구든지  웹 브라우저 간에 플러그인의 설치 없이 접속하여 이용할 수 있다.

## 실행 환경
| 운영체제                   | 하드웨어                  | 브라우저       | 인터넷 |
| -------------------------- | ------------------------- | -------------- | ------ |
| 윈도우 7                   | 1.8GHz 듀얼코더 CPU       | - 크롬 버전 49 | 10Mbps |
| 리눅스 (Ubuntu 기준 10.04) | 2GB RAM                   |                |        |
| 맥 OS X Lion               | 720p 해상도의 그래픽 카드 |                |        |